# B H Santesson
B H Santesson var ett ångfartyg avsett för passagerartrafik på Göta kanal. Fartyget levererades 1851 från Hammarstens varv i Norrköping till Bolaget för Varu-transporter Kanalvägen emellan Norrköping och Göteborg. 
Fartygets skrov var tillverkat av eke och furu. För framdrivningen var fartyget var utrustat med "Maskin nr 87", en tvåcylindrig vinkelångmaskin om 24 nominella hästkrafter tillverkad vid Motala Verkstad i Motala. Priset för maskinen var 18 000 riksdaler riksmynt, och levererades 1851.
Fartyget förolyckades i Bottniska viken den 28 november 1863 under en fraktresa från Königsberg till Jakobstad.